# Zones marines protégées en Espagne
L'Espagne est le deuxième pays de l'Union européenne qui contribue le plus à la superficie marine du Réseau Natura 2000. La gestion des espaces protégés en Espagne dépend généralement des communautés autonomes, mais dans le cas des territoires marins, la gestion est assurée par le Ministère de l'Environnement(es). 

## Objectifs

Corridor migratoire des cétacés en Méditerranée.

Le Réseau d'aires marines protégées d'Espagne (en espagnol : Red de Áreas Marinas Protegidas de España), également connu sous son acronyme RAMPE, est l'ensemble des aires marines protégées et autres espaces marins protégés faisant partie du Réseau Natura 2000 ou le résultat de la participation de l'Espagne à des conventions internationales, comme OSPAR ou ASPIM, en plus des réserves marines.
Il a été créé avec quatre objectifs principaux, également conformément à la stratégie de l'Union européenne pour la protection du milieu marin de 2008, mais aussi par la Convention sur la diversité biologique de 1992 :
- Conserver et restaurer le patrimoine naturel et la biodiversité marine.
- Protéger et conserver les zones marines les plus représentatives en termes d’espèces, d’habitats et d’écologie.
- Promouvoir les corridors écologiques marins.
- Constituer la contribution de l’État espagnol aux réseaux européens et mondiaux d’aires marines protégées.

## Zones marines protégées en Espagne
- Réserve marine de la Masía  Blanca
- Réserve marine des Îles Columbretes
- Réserve marine de l'Île de Tabarca
- Réserve marine du Cap Palos-Las Hormigas
- Réserve marine de Cabo Tiñoso
- Réserve marine de l'Île d'Alborán
- Îles Baléares :
  - Réserve marine du Levante de Majorque-Cala Rajada
  - Réserve marine de Sa Dragonera
- Îles Canaries :
  - Réserve marine de La Graciosa et des îlots du nord de Lanzarote
  - Réserve marine de La Palma
  - Réserve marine de La Restinga-Mar de Las Calmas

## Autres espaces naturels à vocation maritime
- Parc national de l'Archipel de Cabrera
- Parc naturel de Cabo de Gata-Níjar
- Parc naturel du Cap de Creus
- Espace naturel Acantilados de Maro-Cerro Gordo
- Parc national des Îles Atlantiques de Galice
- Parc naturel du Montgrí, des Îles Medes et du Baix Ter[4].
- Parc naturel de l'archipel de Chinijo
- Complexe intermareal Umia-O Grove